# 郭澄 (1420年)
郭澄（1420年—？年），字廉夫，四川重慶府涪州人，明朝政治人物。
民籍，治《易經》，年三十八歲中式天順元年丁丑科第二甲第二十三名進士。四月十五日生，行一，曾祖郭原貴；祖郭暹，典□；父郭永昌；母張氏。具慶下，妻楊氏，弟本滋；本基。由州學生中式四川鄉試第七名舉人，會試中式第一百八十五名。